# Antocha brevinervis
Antocha brevinervis är en tvåvingeart som beskrevs av Alexander 1924. Antocha brevinervis ingår i släktet Antocha och familjen småharkrankar. Inga underarter finns listade i Catalogue of Life.